# Klockmalva
Klockmalva (Abutilon × hybridum) är en komplex hybrid i familjen malvaväxter, som härstammar från Abutilon darwinii, fläckmalva (Abulton pictum) med flera arter.
Klockmalva är rikblommande och förekommer i många olika färger med vita, gula eller röda blommor. Den kan bli upp till 1,5 m hög. 
Klockmalva odlas i Sverige som krukväxt. Den trivs i varmt, ljust läge men kan behöva skydd mot den starkaste solen. Klockmalva behöver jämn vattning. Som krukväxt i Sverige bör den vinterförvaras svalt (cirka 12 °C) och då vattnas 1 gång per månad. Den behöver näringsrik sandblandad och kalkrik jord. Den kan förökas med sticklingar eller frön.
Andra, folkliga namn är eldkula, blomsterlönn eller rumslönn. Namnet blomsterlönn har inget med lönnsläktet att göra, utan har uppkommit därför att bladen i någon mån liknar lönnblad.  